# Culcitium albifolium
Culcitium albifolium là một loài thực vật có hoa trong họ Cúc. Loài này được Zoellner mô tả khoa học đầu tiên năm 1970.